# Chrysemosa stigmata
Chrysemosa stigmata is een insect uit de familie van de gaasvliegen (Chrysopidae), die tot de orde netvleugeligen (Neuroptera) behoort. 
Chrysemosa stigmata is voor het eerst wetenschappelijk beschreven door Navás in 1936.